# Bouda (Orlické hory)
Bouda (německy Baudenkoppe) je vrchol v České republice ležící v pohoří Orlické hory.

## Geomorfologické zařazení
Bouda se nachází v geomorfologickém celku Orlické hory, podcelku Bukovohorská hornatina, okrsku Orličský hřbet a podokrsku Suchovršský hřbet.

## Poloha
Bouda se nachází v jihovýchodním cípu Orlických hor zvaném Bukovohorská hornatina asi 2,5 km na severozápad od jejího nejvyššího vrcholu Suchého vrchu, 6 km západně od města Králíky a 7 km severovýchodně od města Jablonné nad Orlicí. Od sousedních vrcholů v rámci hřebenu (Vysokého kamene a Bradla ji oddělují nepříliš hluboká sedla. Bouda je z hlavního hřebenu poněkud vystrčena na severovýchod, takže severní a východní svahy vykazují značnou prudkost a převýšení. Naopak od jihozápadu je v horském masívu poněkud utopena a je součástí mísy, která uzavírá dlouhý Uhelný důl přicházející od západu.

## Geologie
Z geologického hlediska je hora budována rulami.

## Vodstvo
Bouda je odvodňována levými přítoky Tiché Orlice, která hřeben, jehož je Bouda součástí, obtéká. Nejvýznamnějšími z nich je na západě Těchonínský potok a na východě Boříkovický potok.

## Vegetace
Bouda je porostlá téměř výhradně a souvisle smrčinami.

## Významné stavby
Podle hory byla pojmenována dělostřelecká tvrz, jejíž podzemní systém se nachází v jejím masívu. Tvrz je součástí československého opevnění budovaného před druhou světovou válkou proti Německu. Přímo na vrcholu se nachází pouze kráter po propadlé pracovní šachtě. V nedalekém okolí se pak nacházejí jednotlivé bojové objekty tvrze a pozůstatky objektů z období výstavby včetně více než 1 km dlouhé úzkorozchodné dráhy. Tvrz Bouda je provozována jako muzeum.

## Komunikace
Těsně kolem vrcholu prochází lesní cesta přicházející od Bradla a vedoucí k pevnostním objektům. Dlouhým dolem přichází k hoře pevnostní silnice vybudovaná pro zásobování tvrze, na kterou u vchodového objektu navazuje cesta vybudovaná stavitelem pevnosti za účelem zásobování její výstavby a vedoucí do sedla mezi Boudou a Bradlem a dále východní svah hornatiny, kde se napojovala na již existující lesní cesty. Lesní masív na svazích hory je obsluhován dalšími lesními cestami.

## Turistické trasy
Přímo přes vrchol prochází zeleně značená trasa 4298 Těchonín - Lichkov jejíž značení využívá i v roce 2012 přetrasovanou naučnou stezku Betonová hranice. Vrcholovými partiemi hory, ale ne přímo přes vrchol, jsou také vedeny červeně značená Jiráskova cesta Suchý vrch - Mladkov s odbočkou do Králík a červeně značená cyklistická trasa 4071 Suchý vrch - Mladkov. Dále sem vedou zeleně a žlutě značené běžkařské tratě z Čenkovic, přičemž žlutá v prostoru Boudy končí a zelená pokračuje do Lichkova a Mladkova.

## Ochrana přírody
Vrch se nachází na území přírodního parku Suchý vrch - Buková hora. Podzemí tvrze Bouda je z důvodu ochrany zimoviště netopýrů zařazeno mezi evropsky významné lokality systému Natura 2000 pod názvem Bouda u Těchonína.